# Équipe d'Australie de rugby à XV à la Coupe du monde 1999
L'équipe d'Australie a remporté la Coupe du monde de rugby 1999, elle a battu l'équipe de France en finale.

## Résultats

### Matchs de poule
- 3 octobre : Australie 57-9 Roumanie à Belfast, Irlande du Nord
- 10 octobre : Australie 23-3 Irlande à Lansdowne Road, Dublin
- 14 octobre : Australie 55-19 États-Unis à Limerick, Irlande

### Classement de la poule
|                | MJ | V | N | D | PP  | PC  | Pts |
| -------------- | -- | - | - | - | --- | --- | --- |
| Australie      | 3  | 3 | 0 | 0 | 135 | 31  | 9   |
| Irlande (bar.) | 3  | 2 | 0 | 1 | 100 | 45  | 7   |
| Roumanie       | 3  | 1 | 0 | 2 | 50  | 126 | 5   |
| États-Unis     | 3  | 0 | 0 | 3 | 52  | 135 | 3   |

### Phase finale
|  | Quarts de finale                          | Quarts de finale                         |           |    | Demi-finales                     | Demi-finales                     |  |  | Finale                                   | Finale                                   |
|  | Quarts de finale                          | Quarts de finale                         |           |    | Demi-finales                     | Demi-finales                     |  |  | Finale                                   | Finale                                   |
|  |                                           |                                          |           |    |                                  |                                  |  |  |                                          |                                          |
|  | 23 octobre - Millennium Stadium, Cardiff  | 23 octobre - Millennium Stadium, Cardiff |           |    | 30 octobre - Twickenham, Londres | 30 octobre - Twickenham, Londres |  |  | 6 novembre - Millennium Stadium, Cardiff | 6 novembre - Millennium Stadium, Cardiff |
|  | 23 octobre - Millennium Stadium, Cardiff  | 23 octobre - Millennium Stadium, Cardiff |           |    | 30 octobre - Twickenham, Londres | 30 octobre - Twickenham, Londres |  |  | 6 novembre - Millennium Stadium, Cardiff | 6 novembre - Millennium Stadium, Cardiff |
|  | Australie                                 | 24                                       |           |    | 30 octobre - Twickenham, Londres | 30 octobre - Twickenham, Londres |  |  | 6 novembre - Millennium Stadium, Cardiff | 6 novembre - Millennium Stadium, Cardiff |
|  | Australie                                 | 24                                       |           |    | 30 octobre - Twickenham, Londres | 30 octobre - Twickenham, Londres |  |  | 6 novembre - Millennium Stadium, Cardiff | 6 novembre - Millennium Stadium, Cardiff |
|  | Pays de Galles                            | 9                                        |           |    | 30 octobre - Twickenham, Londres | 30 octobre - Twickenham, Londres |  |  | 6 novembre - Millennium Stadium, Cardiff | 6 novembre - Millennium Stadium, Cardiff |
|  | Pays de Galles                            | 9                                        | Australie | 27 |                                  |                                  |  |  | 6 novembre - Millennium Stadium, Cardiff | 6 novembre - Millennium Stadium, Cardiff |
|  | 24 octobre - Stade de France, Saint-Denis |                                          | Australie | 27 |                                  |                                  |  |  | 6 novembre - Millennium Stadium, Cardiff | 6 novembre - Millennium Stadium, Cardiff |
|  |                                           | Afrique du Sud                           | 21        |    |                                  |                                  |  |  | 6 novembre - Millennium Stadium, Cardiff | 6 novembre - Millennium Stadium, Cardiff |
|  | Afrique du Sud                            | Afrique du Sud                           | 21        | 44 |                                  |                                  |  |  | 6 novembre - Millennium Stadium, Cardiff | 6 novembre - Millennium Stadium, Cardiff |
|  | Afrique du Sud                            |                                          |           | 44 |                                  |                                  |  |  | 6 novembre - Millennium Stadium, Cardiff | 6 novembre - Millennium Stadium, Cardiff |
|  | Angleterre                                | 21                                       |           |    |                                  |                                  |  |  | 6 novembre - Millennium Stadium, Cardiff | 6 novembre - Millennium Stadium, Cardiff |
|  | Angleterre                                | 21                                       | Australie | 35 |                                  |                                  |  |  |                                          |                                          |
|  | 24 octobre - Lansdowne Road, Dublin       |                                          | Australie | 35 |                                  |                                  |  |  |                                          |                                          |
|  |                                           | France                                   | 12        |    |                                  |                                  |  |  |                                          |                                          |
|  | France                                    | France                                   | 12        | 47 |                                  |                                  |  |  |                                          |                                          |
|  | France                                    | 31 octobre - Twickenham, Londres         |           | 47 |                                  |                                  |  |  |                                          |                                          |
|  | Argentine                                 | 26                                       |           |    |                                  |                                  |  |  |                                          |                                          |
|  | Argentine                                 | 26                                       | France    | 43 |                                  |                                  |  |  |                                          |                                          |
|  | 24 octobre - Murrayfield, Édimbourg       |                                          | France    | 43 |                                  |                                  |  |  |                                          |                                          |
|  |                                           | Nouvelle-Zélande                         | 31        |    |                                  |                                  |  |  |                                          |                                          |
|  | Nouvelle-Zélande                          | Nouvelle-Zélande                         | 31        | 30 |                                  |                                  |  |  |                                          |                                          |
|  | Nouvelle-Zélande                          |                                          |           | 30 |                                  |                                  |  |  |                                          |                                          |
|  | Écosse                                    | 18                                       |           |    |                                  |                                  |  |  |                                          |                                          |
|  | Écosse                                    | 18                                       |           |    |                                  |                                  |  |  |                                          |                                          |

## Composition de l'équipe
L'équipe était entraînée par Rod McQueen.
Les joueurs suivants ont joué pendant cette coupe du monde 1999. Les noms en gras indiquent les joueurs qui ont disputé toutes les rencontres de l'Australie.

### Première Ligne
- Richard Harry (5 matchs)
- Andrew Blades (5 matchs)
- Jeremy Paul (4 matchs)
- Dan Crowley (4 matchs)
- Michael Foley (4 matchs)
- Phil Kearns (2 matchs)
- Rod Moore (1 match)

### Deuxième Ligne
- David Giffin  (6 matchs)
- John Eales (5 matchs)  (capitaine)
- Tom Bowman (1 match)

### Troisième Ligne
- Owen Finegan  (6 matchs)
- Mark Connors (6 matchs)
- David John Wilson (5 matchs)
- Toutai Kefu (4 matchs)
- Tiaan Strauss (4 matchs)
- Matthew Cockbain (4 matchs)
- Jim Williams (1 match)

### Demi de mêlée
- George Gregan (5 matchs)
- Chris Whitaker  (3 matchs)

### Demi d’ouverture
- Stephen Larkham (5 matchs)
- Rod Kafer (2 matchs)

### Trois quart centre
- Jason Little  (6 matchs)
- Tim Horan (5 matchs)
- Dan Herbert (5 matchs)
- Nathan Grey (5 matchs)

### Trois quart aile
- Joe Roff  (6 matchs)
- Ben Tune (5 matchs)
- Scott Staniforth (1 match)

### Arrière
- Matt Burke  (6 matchs)
- Chris Latham (1 match)

## Meilleur réalisateur
- Matt Burke  (101 points)